# Brandon Flowers (giocatore di football americano)
Brandon Lavar Flowers (Delray Beach, 18 febbraio 1986) è un ex giocatore di football americano statunitense che ha militato nel ruolo di cornerback nella National Football League (NFL). Fu scelto nel corso del secondo giro (35º assoluto) del Draft NFL 2008 dai Kansas City Chiefs. Al college ha giocato a football al Virginia Polytechnic Institute and State University.

## Carriera professionistica

### Kansas City Chiefs
Flowers fu scelto nel corso del secondo giro del Draft 2008 dai Chiefs. Nel corso della sua stagione da rookie, Flowers giocò opposto a Patrick Surtain, suo cugino Fece registrare i primi due intercetti in carriera ai danni di Brett Favre dei New York Jets il 26 ottobre, ritornando il secondo per 91 yard in touchdown. I Chiefs, tuttavia, persero quella gara 28–24. Flowers terminò l'annata con 69 tackle (62 solitari), 1 fumble forzato, 13 passaggi deviati, 2 intercetti e un touchdown.
Malgrado avesse giocato quasi tutta la stagione 2009 con una spalla infortunata, Flowers accumulò comunque 65 tackle (58 solitari), 2 fumble forzati, 23 passaggi deviati e 5 intercetti.
Nel corso della stagione, Brandon contribuì a rendere la difesa dei Chiefs la quattordicesima della lega in yard subite a partita dopo aver terminato al trentesimo posto nella stagione precedente, con la squadra che vinse il suo primo titolo di division dal 2003. La sua annata terminò con 65 tackle, 14 passaggi deviati e 2 intercetti, di cui uno ritornato in touchdown.
Il 16 settembre 2011, Flowers firmò un'estensione contrattuale di cinque anni coi Chiefs del valore di 50 milioni di dollari, di cui 22 milioni garantiti. Nella gara contro gli Oakland Raiders, Flowers fece registrare due intercetti, ritornandone uno in touchdown. La sua stagione terminò con 59 tackle e 4 intercetti.
Nel 2012, i Chiefs terminarono col peggior record della lega (2-14) con Flowers che mise a segno 48 tackle, 3 intercetti e il primo sack in carriera. A fine anno fu classificato al numero 75 nella classifica dei migliori cento giocatori della stagione.
Nella prima gara della stagione 2013, Flowers fece registrare un intercetto nella vittoria sui Jacksonville Jaguars. Il 27 dicembre fu premiato con la prima convocazione al Pro Bowl in carriera. Il 4 gennaio 2014, nel primo turno di playoff i Chiefs furono ospiti dei Colts. Flowers mise a segno un intercetto su Andrew Luck ma la sua squadra sprecò un vantaggio di 28 punti nel terzo quarto, finendo per essere sconfitta per 45-44.
Il 13 giugno 2014, Flowers fu svincolato dopo sei stagioni dai Chiefs per liberare spazio salariale.

### San Diego Chargers
Il 24 giugno 2014, Flowers firmò un contratto annuale del valore di 5 milioni di dollari coi San Diego Chargers. Il primo intercetto con la nuova maglia lo fece registrare nella settimana 4 su Blake Bortles dei Jaguars.

## Palmarès
- Convocazioni al Pro Bowl: 1

2013
- PFWA All-Rookie Team - 2008

## Statistiche
| Tackle     | 374 |
| Sack       | 2,0 |
| Intercetti | 17  |

Statistiche aggiornate alla stagione 2013